# Соня (река, впадает в Чухломское озеро)

Соня — река в России, протекает в Чухломском районе Костромской области. Впадает с западной стороны в Чухломское озеро. Длина реки составляет 13 км.
Исток реки в лесах в 21 км к северо-западу от Чухломы. Река течёт на восток, в верхнем течении по ненаселённому лесу, в нижнем протекает деревни Самылово и Брилино. Впадает в Чухломское озеро тремя рукавами на заболоченной низине, прилегающей к озеру.

## Данные водного реестра
По данным государственного водного реестра России относится к Верхневолжскому бассейновому округу, водохозяйственный участок реки — Кострома от истока до водомерного поста у деревни Исады, речной подбассейн реки — Волга ниже Рыбинского водохранилища до впадения Оки. Речной бассейн реки — (Верхняя) Волга до Куйбышевского водохранилища (без бассейна Оки).
По данным геоинформационной системы водохозяйственного районирования территории РФ, подготовленной Федеральным агентством водных ресурсов:
- Код водного объекта в государственном водном реестре — 08010300112110000011888
- Код по гидрологической изученности (ГИ) — 110001188
- Код бассейна — 08.01.03.001
- Номер тома по ГИ — 10
- Выпуск по ГИ — 0